# القوزح
القوزح (به عربی: القوزح) یک منطقهٔ مسکونی در لبنان است که در شهرستان بنت جبیل واقع شده‌است.